# Heliotropium philippianum
Heliotropium philippianum är en strävbladig växtart som beskrevs av Ivan Murray Johnston. Heliotropium philippianum ingår i Heliotropsläktet som ingår i familjen strävbladiga växter. Inga underarter finns listade i Catalogue of Life.